# Rhipicephalus geigyi
Rhipicephalus geigyi är en fästingart som beskrevs av Aeschlimann och Francisque Morel 1965. Rhipicephalus geigyi ingår i släktet Rhipicephalus och familjen hårda fästingar. Inga underarter finns listade i Catalogue of Life.